# Tscherwone (Berdytschiw)
Tscherwone (ukrainisch Червоне; russisch Червоное Tscherwonoje, polnisch Czerwone) ist eine Siedlung städtischen Typs im Südosten der ukrainischen Oblast Schytomyr mit etwa 2800 Einwohnern (2014).

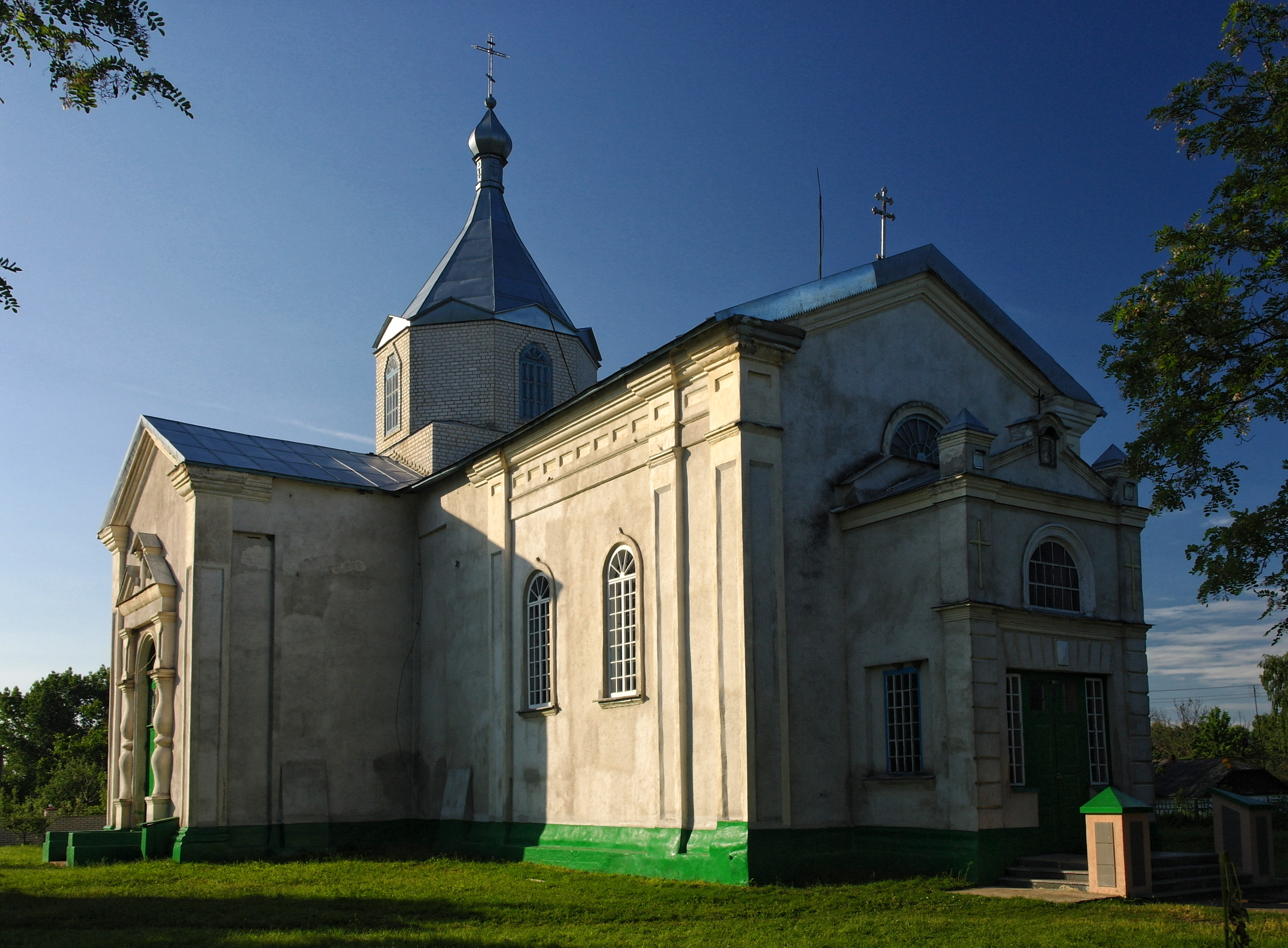
St.-Nikolaus-Kirche in Tscherwone

Das 1737 gegründete Dorf erhielt 1938 den Status einer Siedlung städtischen Typs und hatte 1966 4500 Einwohner. Tscherwone liegt am Ufer des 33 km langen Pustocha-Flusses. Im Ort befindet sich die Ruine des Schloss Tereschtschenko.

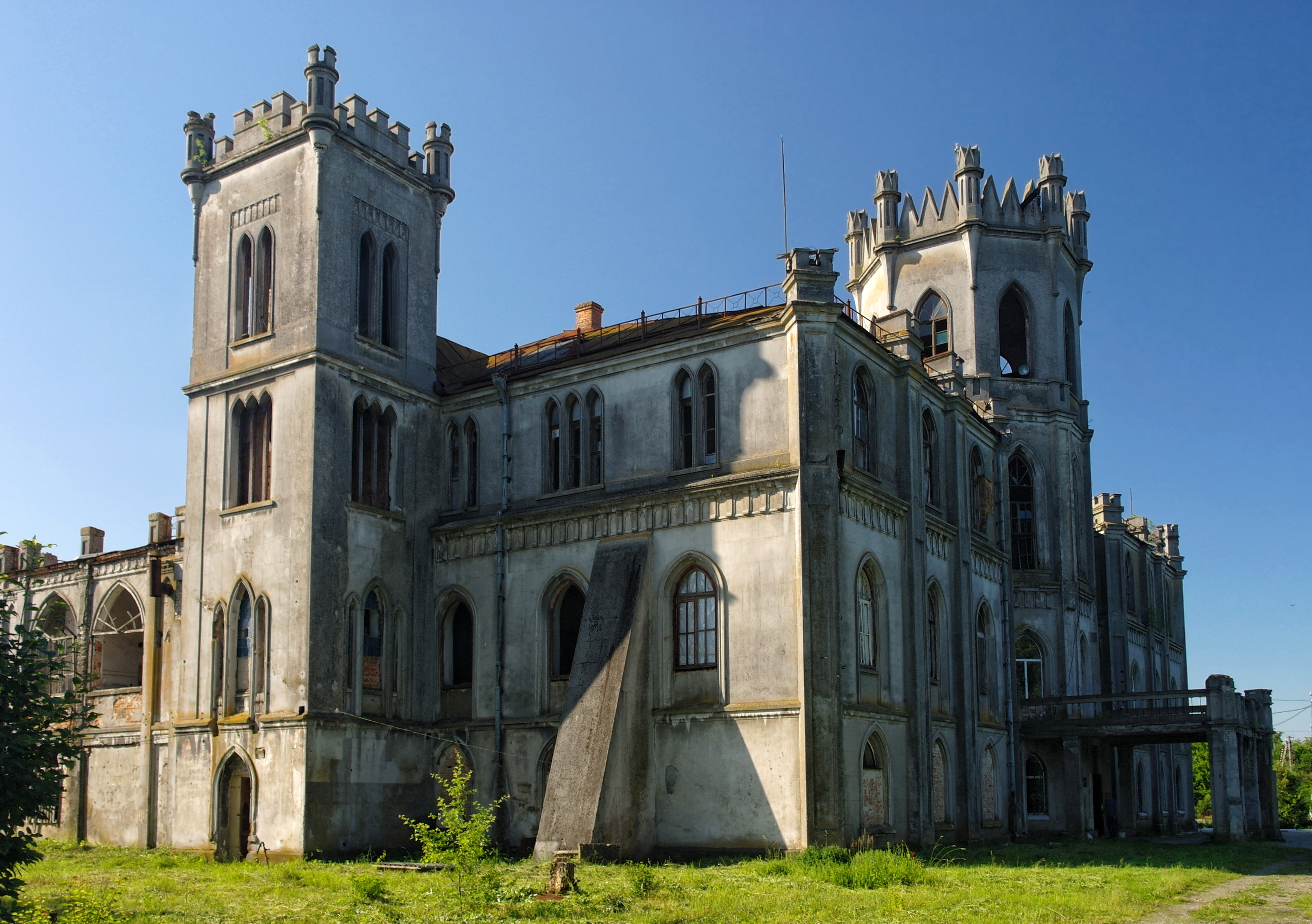
Schlossruine Tereschtschenko

Tscherwone befindet sich an der Bahnstrecke Kosjatyn–Kiew etwa 60 km südöstlich vom Oblastzentrum Schytomyr, 15 km südwestlich vom ehemaligen Rajonzentrum Andruschiwka und etwa 25 km nordöstlich der Stadt Berdytschiw.

## Verwaltungsgliederung
Am 10. August 2015 wurde die Siedlung zum Zentrum der neugegründeten Siedlungsgemeinde Tscherwone (ukrainisch Червоненська селищна громада/Tscherwonenska selyschtschna hromada), zu dieser zählen auch noch die 6 in der untenstehenden Tabelle aufgelistetenen Dörfer, bis dahin bildete sie die gleichnamige Siedlungratsgemeinde Tscherwone (Червоненська селищна рада/Tscherwonenska selyschtschna rada) im Südwesten des Rajons Andruschiwka.
Am 17. Juli 2020 kam es im Zuge einer großen Rajonsreform zum Anschluss des Rajonsgebietes an den Rajon Berdytschiw.
Folgende Orte sind neben dem Hauptort Tscherwone Teil der Gemeinde:
| Name                     | Name            | Name                                   |
| ukrainisch transkribiert | ukrainisch      | russisch                               |
| ------------------------ | --------------- | -------------------------------------- |
| Hlyniwzi                 | Глинівці        | Глиновцы (Glinowzy)                    |
| Kotiwka                  | Котівка         | Котовка (Kotowka)                      |
| Kryliwka                 | Крилівка        | Крыловка (Krylowka)                    |
| Mali Moschkiwzi          | Малі Мошківці   | Малые Мошковцы (Malyje Moschkowzy)     |
| Sabara                   | Забара          | Забара                                 |
| Welyki Moschkiwzi        | Великі Мошківці | Великие Мошковцы (Welikije Moschkowzy) |